# Harun Erdenay
Harun Erdenay, (nacido el 27 de mayo de 1968 en Ankara, Turquía) es un  exjugador de baloncesto turco. Con 1.98 de estatura, su puesto natural en la cancha era el de alero.

## Trayectoria
- İTÜ Istanbul (1985-1990)
- Paşabahçe (1990-1992)
- İTÜ Istanbul (1992-1993)
- Fenerbahçe (1993-1994)
- Ülkerspor (1994-2003)
- İTÜ Istanbul (2003-2005)
- Mersin (2005-2006)